# Музеи Липецкой области
Музеи Липецкой области
- Липецкий областной краеведческий музей (г. Липецк, Ленина ул., д. 25)
- Липецкий областной музей природы (Задонский р-н, п/о Донское, Галичья гора)
- Филиал Липецкой областного художественного музея «Художественный музей им. В. С. Сорокина — Дом Мастера» (г. Липецк, ул. Ленина, д. 2)
- Музей народного и декоративно-прикладного искусства (г. Липецк, ул. Космонавтов, д.2)
- Липецкий областной художественный музей (г. Липецк, ул. Ленина, 7а)
- Елецкий городской краеведческий музей (г. Елец, ул. Ленина, д. 99)
- Художественный отдел елецкого краеведческого музея (г. Елец, пл. Ленина, д. 1)
- Литературно-мемориальный музей И. А. Бунина (Елец) (г. Елец, ул. Горького, д. 16)
- Дом-музей Т. Н. Хренникова (г. Елец, ул. Маяковского, д. 16)
- Дом-музей Н. Н. Жукова (г. Елец, ул. 9-го Декабря, д. 42)
- Музей-усадьба «Край Долгоруковский» (с. Долгоруково, ул. Лихачёва, д. 24)
- Чаплыгинский исторический музей (г. Чаплыгин, ул. Карла Маркса, д. 43)
- Усманский районный краеведческий музей (г. Усмань, ул. Ленина, д. 35)
- Задонский районный краеведческий музей (г. Задонск, ул. Крупской, д. 62-а)
- Данковский краеведческий музей (г. Данков, ул. Карла Маркса, д. 3)
- Лебедянский краеведческий музей (г. Лебедянь, ул. Мира, д. 11)
- Грязинский краеведческий музей (г. Грязи, ул. Красная площадь, д. 20)
- Мемориальный музей-заповедник им. П. П. Семёнова-Тянь Шанского (с. Урусово)
- Музей Л. Н. Толстого (пгт. Лев-Толстой, ул. Привокзальная, д. 12)

## Примечание
Приведены лишь государственные и муниципальные музеи.
В Липецке есть и общественные, частные и несколько десятков школьных музеев, некоторые из которых имеют статус «Лучший музей России».